# Jardins Artigas

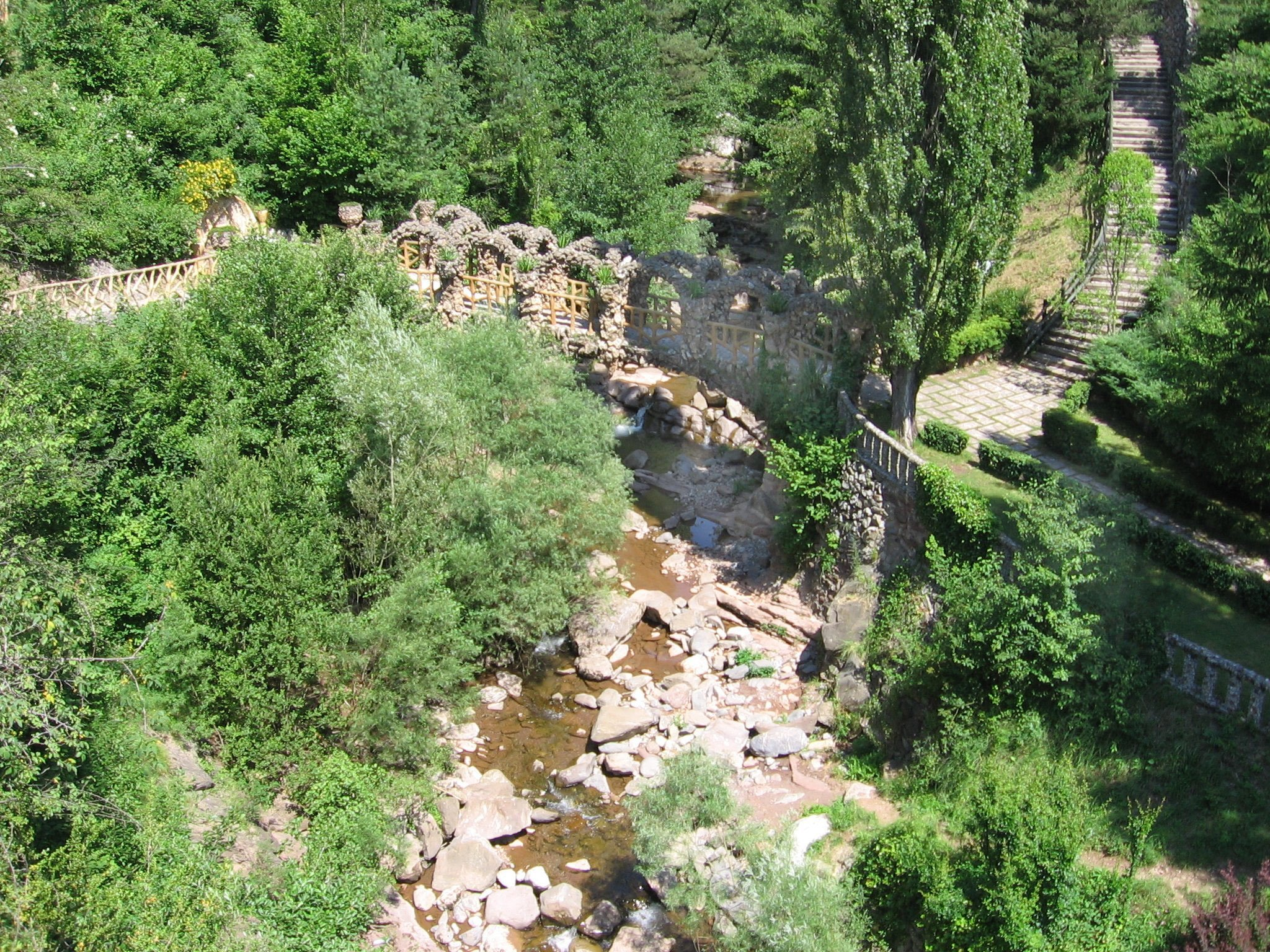
Vista dos jardins.

Os Jardins Artigas são um parque público com 4 hectares localizado em La Pobla de Lillet, na província de Barcelona, construído entre 1903-1910 e desenhado pelo arquiteto modernista Antoni Gaudí.

## História e descrição
Em 1903 Gaudí viajou até La Pobla de Lillet para acompanhar a construção do Chalé do Catllaràs, um refúgio de montanha para os engenheiros e trabalhadores das minas de carvão que abasteciam a fábrica de cimento Asland, localizada na localidade vizinha de Castellar de n'Hug, propriedade do conde Eusebi Güell, um rico empresário catalão que foi o principal mecenas de Gaudí. Durante a sua estadia, Gaudí ficou alojado na casa do industrial têxtil Joan Artigas i Alart, que possuía uma propriedade atravessada pelo rio Llobregat junto à sua fábrica, denominada Font de la Magnèsia, onde pretendia criar um jardim. Artigas aproveitou a ocasião para pedir a Gaudí que lhe desse ideias para o jardim, e este, em agradecimento pela hospitalidade de Artigas, fez-lhe um croquis para a criação de um jardim naturalista com pedras, água e vegetação.
Gaudí havia realizado um projeto semelhante - embora em menor escala - para o Parque Güell, que então estava a ser construído em Barcelona, e enviou para La Pobla de Lillet trabalhadores que tinham trabalhado no parque barcelonês, pelo que as semelhanças estilísticas e estruturais são evidentes entre ambas as obras. Tal como no Parque Güell, Gaudí desenhou uns jardins plenamente integrados na natureza, com um conjunto de construções de linhas orgânicas que se integram perfeitamente com o contorno natural. Gaudí construiu ainda uma gruta artificial, um elemento típico do seu estilo pessoal que já havia desenhado para a cascata do Parque da Cidadela em Barcelona. Os trabalhadores enviados por Gaudí ajudaram na construção dos jardins e formaram trabalhadores locais durante alguns meses antes de voltarem para Barcelona, tendo estes continuado a seguir o projeto de Gaudí até à conclusão das obras em 1910, já por iniciativa de Joan Artigas i Casas, filho de Joan Artigas i Alart, já que este morrera no final de 1903.

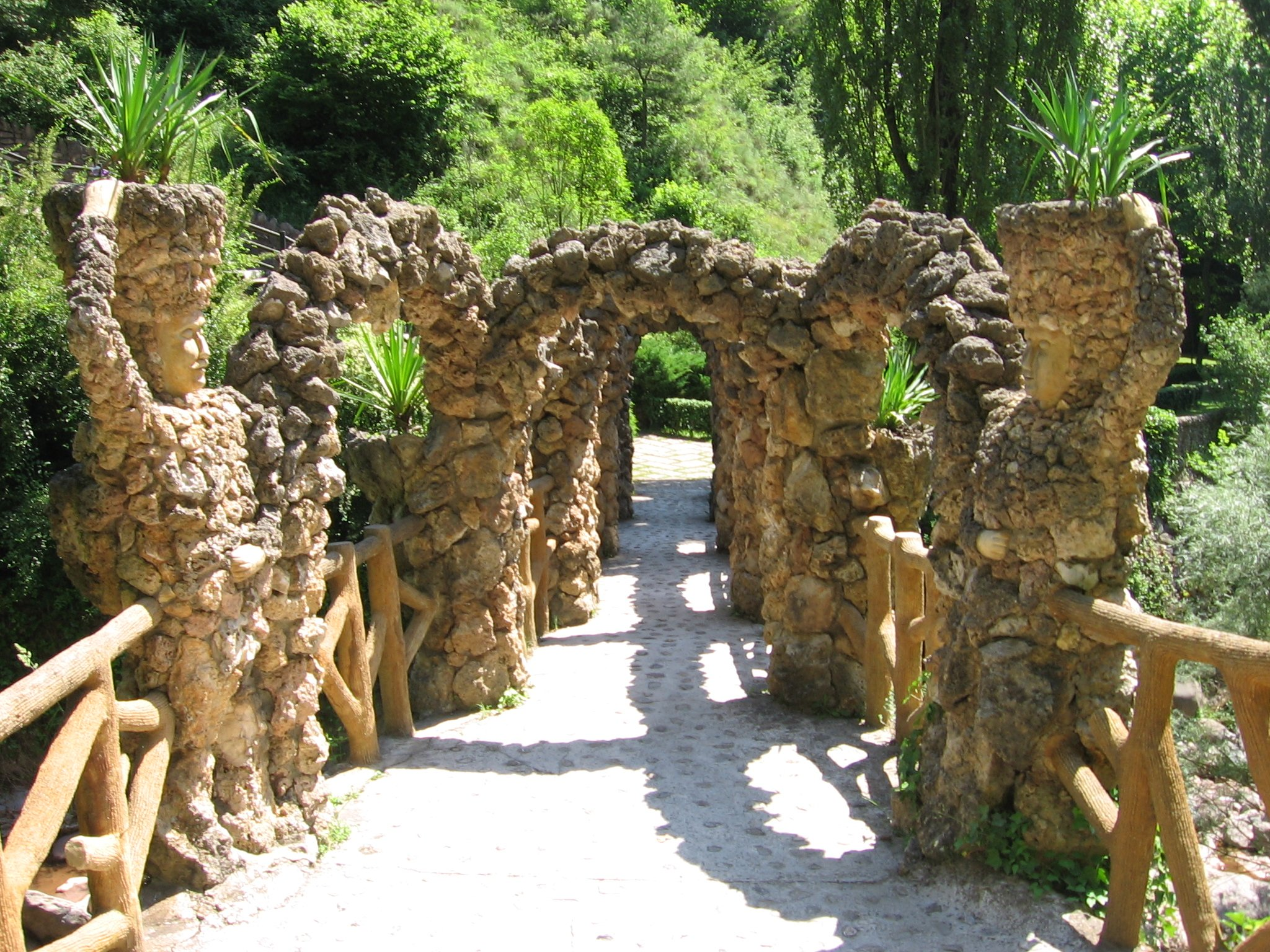
Ponte dos Arcos.

Gaudí desenhou um jardim pensado para o passeio, com um percurso estabelecido em que se destacam vários locais de interesse: La Glorieta, situada no ponto mais alto do jardim, que serve de miradouro; La Cova, local original da Font de la Magnèsia, onde Gaudí utilizou arcos parabólicos, um dos seus mais habituais elementos construtivos; La Cascada, uma fonte feita com pedras colocadas de forma semelhante ao trencadís e com uma decoração de motivos vegetais feita com ferro revestido de cimento; e El Berenador, ao lado da Ponte dos Arcos (dois dos quais têm forma humana, uma masculina e uma feminina). Destacam-se ainda as figuras em forma de serpentes enroscadas no Caminho da Glorieta, feitas de conglomerado.[carece de fontes?]
Como em tantas outras das suas obras, Gaudí incluiu no jardim símbolos cristãos; neste caso, trata-se dos símbolos dos quatro evangelistas (tetramorfos), que se encontram espalhados pelo jardim: o anjo de São Mateus (atualmente desaparecido) em La Cascada; a águia de São João na Ponte do Arco Coxo, que cruza o rio Llobregat; o leão de São Marcos em La Pèrgola; e o touro de São Lucas na Font del Bou. Estas quatro imagens estão situadas de forma a criar uma cruz.

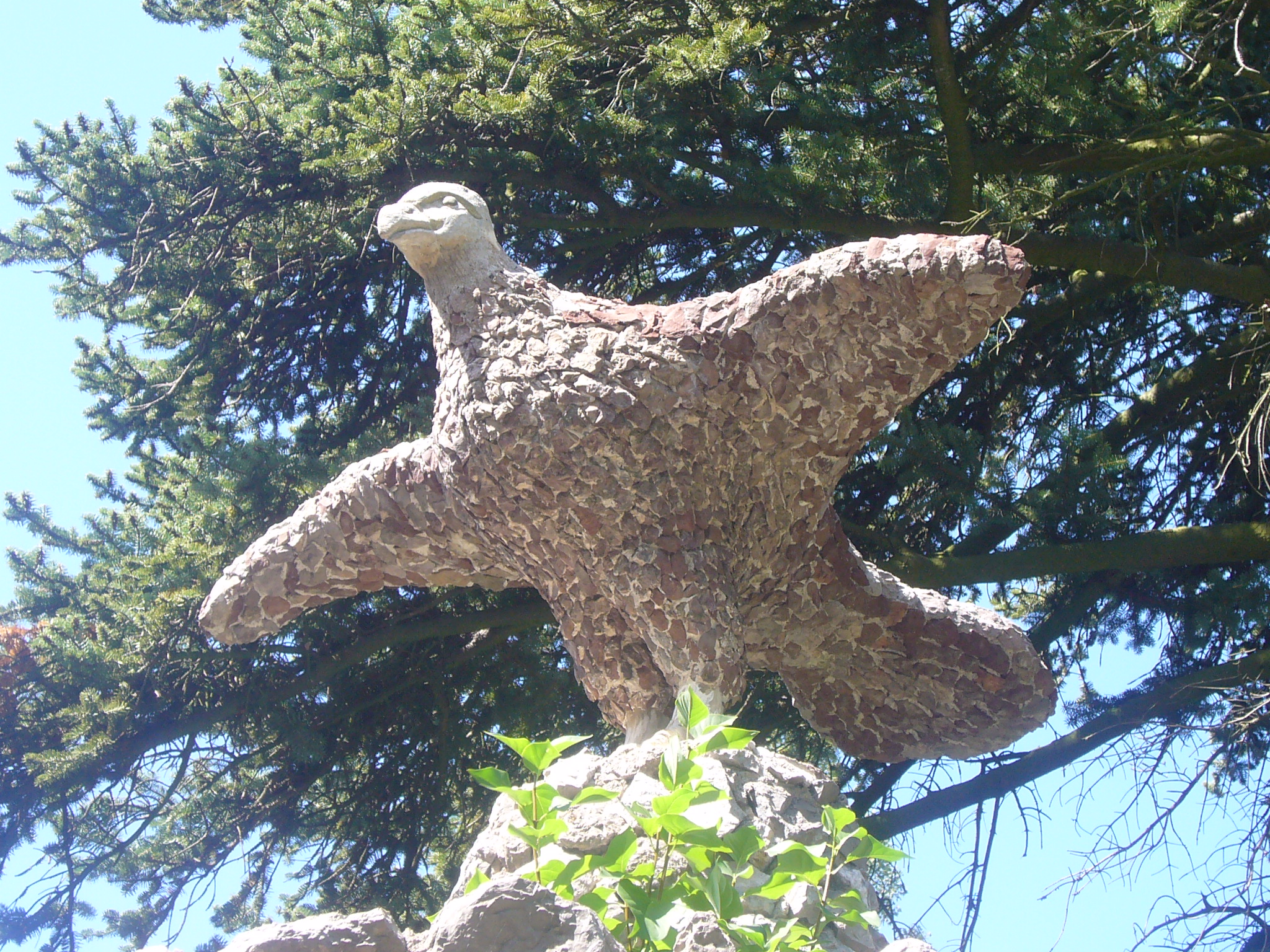
A águia da Ponte do Arco Coxo.

Joan Artigas i Casas morreu em 1934 e na década de 1950 os seus herdeiros mudaram-se para Barcelona, tendo o jardim ficado abandonado e esquecido até 1971, quando foi publicado um artigo no jornal El Correo Catalán que falava dos Jardins Artigas, do Chalé do Catllaràs e do Chalé do Clot del Moro, e sugeria que seriam da autoria de Gaudí. O consequente trabalho de investigação sobre a paternidade destas obras foi levado a cabo pela Real Cátedra Gaudí, pela Escola Técnica Superior de Arquitetura de Barcelona e pela Universidade Politécnica da Catalunha. Em 1983, o alcaide de La Pobla de Lillet, Joan Casanova, firmou um acordo com os herdeiros de Joan Artigas i Alart para cedência do jardim para uso público durante 25 anos, e em 1989 a Real Cátedra Gaudí foi encarregada de realizar um projeto de parque público para o jardim, em que participou o arquiteto e historiador Joan Bassegoda. As obras de restauro foram realizadas gradualmente a partir de 1992 sob a supervisão da Real Cátedra Gaudí, refazendo todas as esculturas e aplicando novas técnicas sempre que necessário. Todas as esculturas executadas no âmbito das obras de restauro do jardim são da autoria de Ramon Millet i Domènech.

Atualmente os Jardins Artigas são propriedade municipal e estão abertos ao público mediante o pagamento de uma taxa de admissão, embora o desnível dos caminhos e as escadarias tornem o acesso difícil a indivíduos com dificuldade de locomoção e impossibilitem o acesso a cadeiras de rodas.